# The Shadow Theory
The Shadow Theory je dvanácté studiové album americké poweremetalové hudební skupiny Kamelot. Vydáno bylo 6. dubna 2018 prostřednictvím vydavatelství Napalm Records. Producentem desky byl německý hudebník Sascha Paeth, o mastering se postaral Jacob Hansen. Thomas Youngblood, kytarista skupiny, popsal téma desky jako „psychologickou cestu skrze komplexnost lidské mysli.“ Název je totiž odvozen od psychologického termínu „princip stínů“ od Carla Gustava Younga. Album však není koncepční, dle zpěváka Tommyho Karevika je „spíše obecné a má globální rozměr“. Autorem přebalu alba je Stefan Heilemann.

## Seznam skladeb
| Pořadí         | Název                          | Délka |
| -------------- | ------------------------------ | ----- |
| 1.             | The Mission                    | 1:30  |
| 2.             | Phantom Divine (Shadow Empire) | 4:05  |
| 3.             | RavenLight                     | 3:38  |
| 4.             | Amnesiac                       | 3:40  |
| 5.             | Burns to Embrace               | 5:53  |
| 6.             | In Twilight Hours              | 4:15  |
| 7.             | Kevlar Skin                    | 4:05  |
| 8.             | Static                         | 3:58  |
| 9.             | MindFall Remedy                | 3:22  |
| 10.            | Stories Unheard                | 4:24  |
| 11.            | Vespertine (My Crimson Bride)  | 3:58  |
| 12.            | The Proud and the Broken       | 6:24  |
| 13.            | Ministrium (Shadow Key)        | 3:02  |
| Celková délka: | Celková délka:                 | 52:13 |

| Limitovaná edice | Limitovaná edice                                      | Limitovaná edice |
| Pořadí           | Název                                                 | Délka            |
| ---------------- | ----------------------------------------------------- | ---------------- |
| 14.              | Phantom Divine (Shadow Empire) (instrumental version) | 4:07             |
| 15.              | RavenLight (instrumental version)                     | 3:38             |
| 16.              | Amnesiac (instrumental version)                       | 3:38             |
| 17.              | Burns to Embrace (instrumental version)               | 5:53             |
| 18.              | Kevlar Skin (instrumental version)                    | 4:05             |
| 19.              | The Proud and the Broken (instrumental version)       | 6:25             |
| 20.              | The Last Day of Sunlight (bonusová skladba)           | 4:20             |
| Celková délka:   | Celková délka:                                        | 84:32            |

## Obsazení
- Tommy Karevik – zpěv
- Thomas Youngblood – kytary
- Oliver Palotai – klávesy
- Casey Grillo – bicí
- Sean Tibbetts – basová kytara

Hosté
- Lauren Hart
- Jennifer Haben

Technická podpora
- Sascha Paeth – produkce
- Jacob Hansen – mastering
- Stefan Heilemann – přebal alba